# Anomala basalis
Anomala basalis är en skalbaggsart som beskrevs av Guérin-Méneville 1847. Anomala basalis ingår i släktet Anomala och familjen Rutelidae. Inga underarter finns listade i Catalogue of Life.